# Jasmin (métro de Paris)
Pour les articles homonymes, voir Jasmin (homonymie).
Jasmin est une station de la ligne 9 du métro de Paris, située dans le 16e arrondissement de Paris.

## Situation
La station est implantée au nord du quartier d'Auteuil, sous l'avenue Mozart à son intersection avec la rue Jasmin, la rue de l'Yvette et la rue Ribera. Approximativement orientée selon un axe nord-sud, elle s'intercale entre les stations Michel-Ange - Auteuil et Ranelagh, la première étant suivie d'un raccordement avec la ligne 10, embranché en pointe sur la voie en direction de Pont de Sèvres.

## Histoire
La station est ouverte le 8 novembre 1922 avec la mise en service du premier tronçon de la ligne 9, entre les terminus provisoires d'Exelmans et de Trocadéro.
Elle doit sa dénomination à sa proximité avec la rue Jasmin, laquelle rend hommage au poète français Jacques Boé, dit Jasmin (1798-1864), un des principaux auteurs occitans du début du XIXe siècle.
Dans le cadre du programme « Renouveau du métro » de la RATP, les couloirs de la station et l'éclairage des quais sont rénovés le 28 juin 2005.
Le 20 mars 2018, la moitié des plaques nominatives sur les quais de la station sont provisoirement remplacées par la RATP afin de célébrer l'arrivée du printemps, en parallèle d'une distribution de fleurs aux usagers, comme dans cinq autres stations,. Reprenant le toponyme de Jasmin en lettres capitales, les nouvelles pancartes sont ornées de motifs représentant du jasmin blanc.

### Fréquentation
Selon les estimations de la RATP, la station a vu entrer 1 935 764 voyageurs en 2019, ce qui la place à la 249e place des stations de métro pour sa fréquentation sur 302,. En 2020, avec la crise du Covid-19, son trafic annuel tombe à 1 017 366 voyageurs, la classant alors au 239e rang, avant de remonter progressivement en 2021 avec 1 418 238 entrants comptabilisés, la reléguant cependant à la 243e position des stations du réseau pour sa fréquentation sur 304 cette année-là,.

## Services aux voyageurs

### Accès
La station dispose d'une entrée principale et d'une sortie secondaire, constitués pour chacun d'un escalier fixe agrémenté d'une balustrade en fer forgé dans le style Dervaux des années 1930 :
- l'accès no 1 « Rue Jasmin », constitué d'un escalier fixe orné d'un des rares candélabres Val d'Osne susbistant sur le réseau[12], débouchant au droit du no 78 de l'avenue Mozart, à l'angle avec la rue de l'Yvette face au no 2 de cette dernière ;
- l'accès no 2 « Rue Ribera », constitué d'un escalier mécanique montant permettant uniquement la sortie, se trouvant au droit du no 85 de l'avenue Mozart, à l'angle de la rue Ribera face au no 47 de cette dernière voie.

Accès à la station
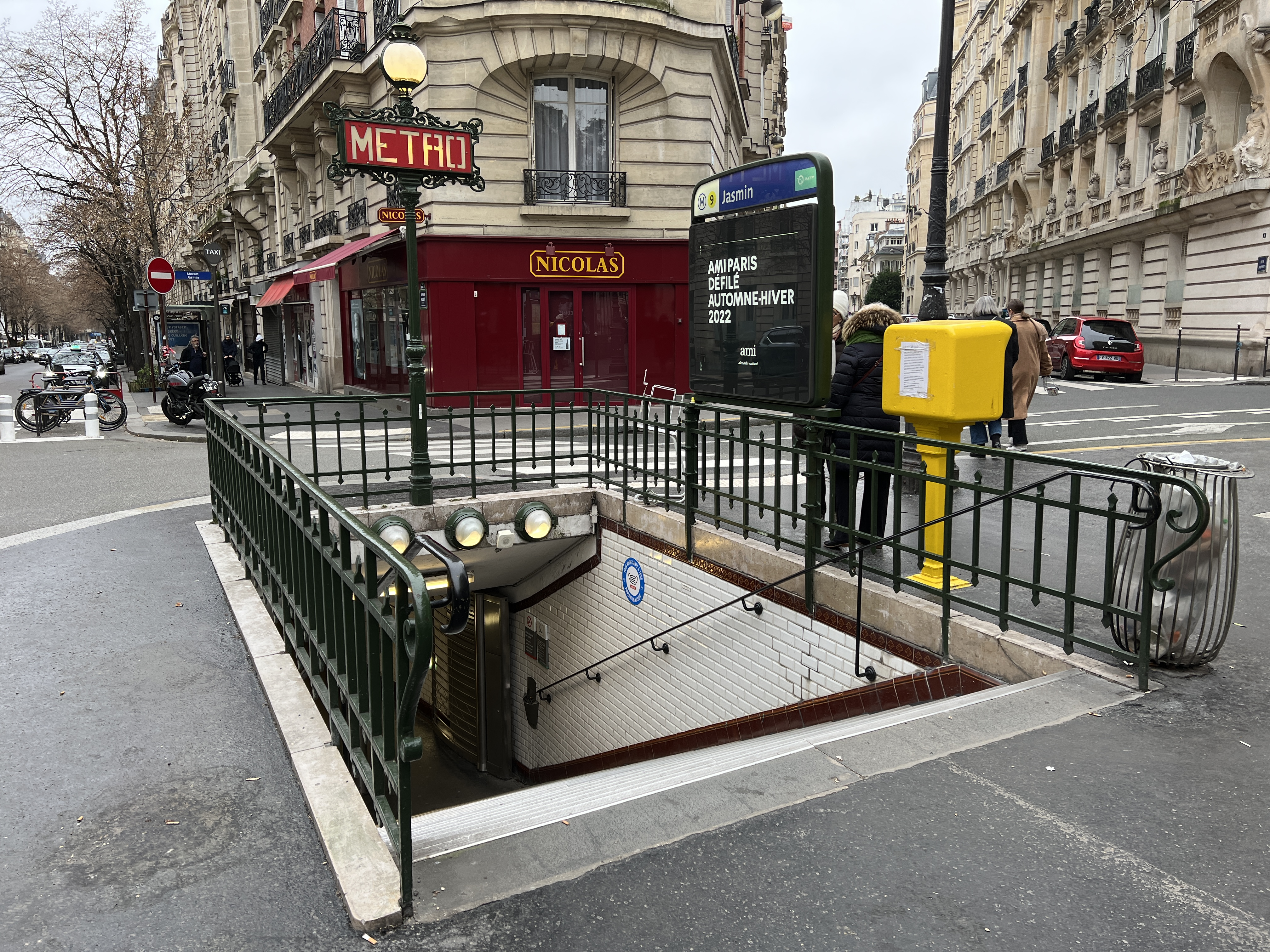
L'accès no 1, « Rue Jasmin ».
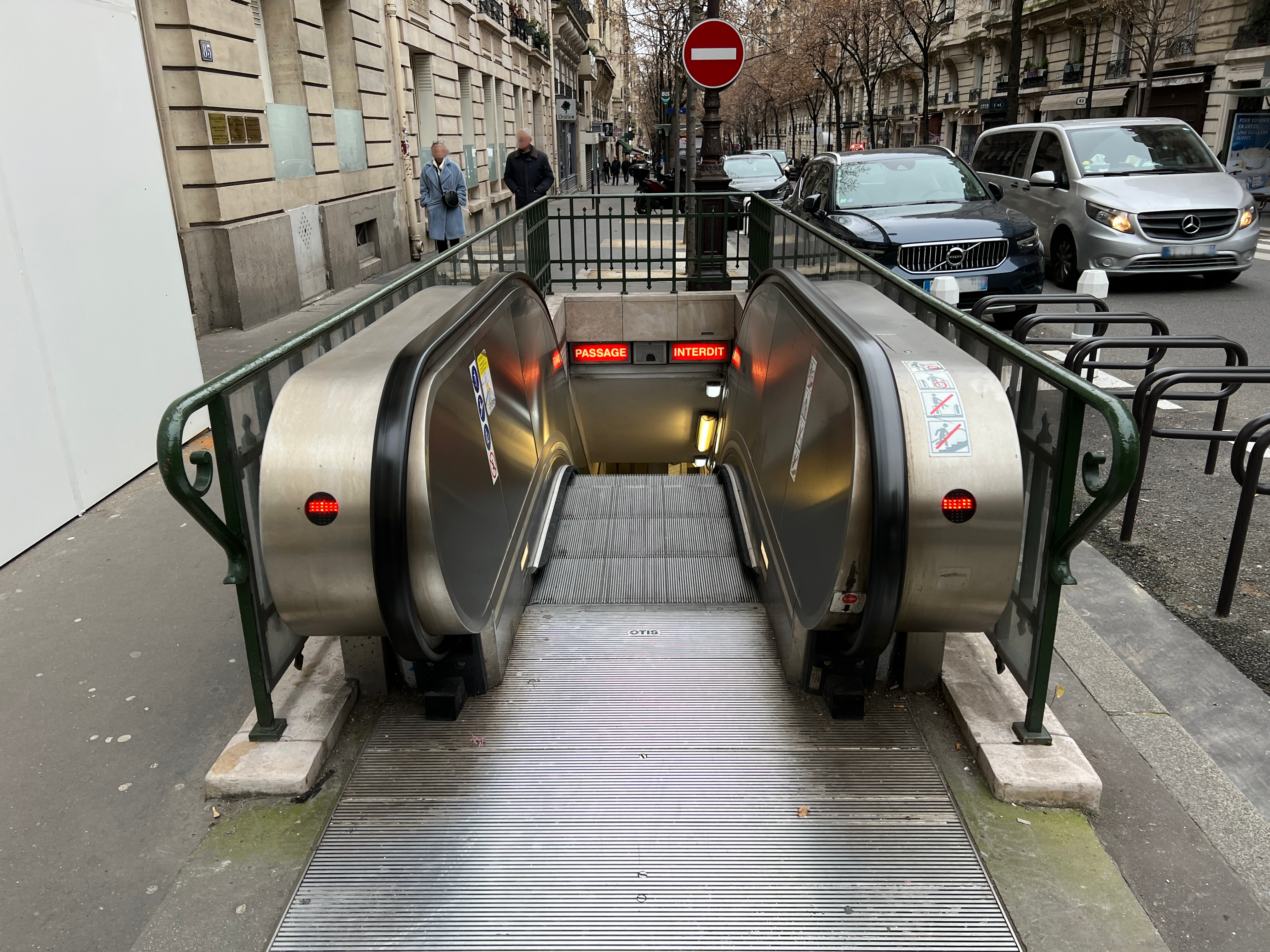
La sortie no 2, « Rue Ribera ».
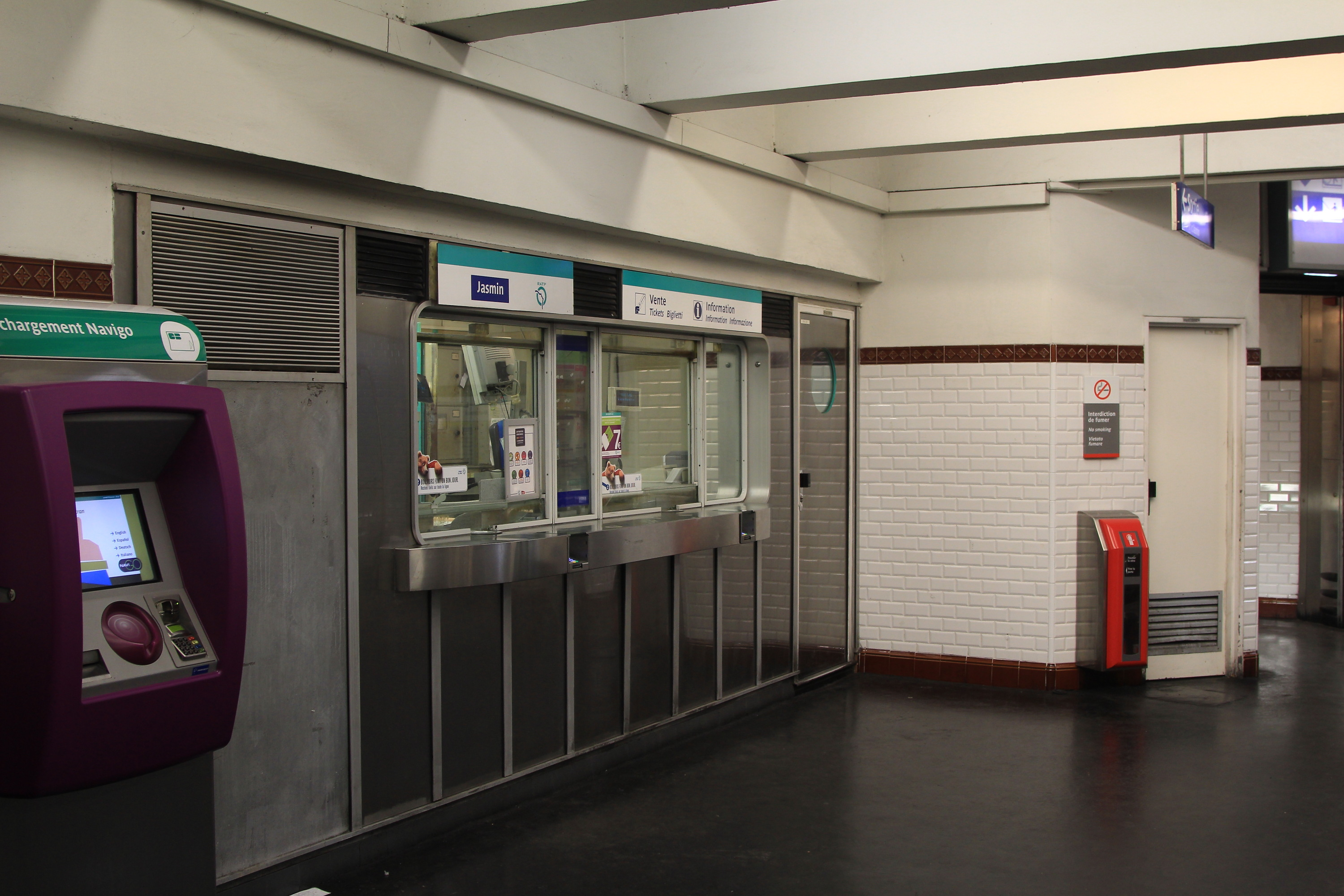
L'ancien guichet de la station, encore en service en 2014.

La salle de distribution des titres de transport est établie sous la forme d'une mezzanine surplombant les voies, à l'extrémité nord de la station, situation rare que celle-ci ne partage qu'avec les deux stations suivantes de la ligne 9 en direction de Mairie de Montreuil : Ranelagh et La Muette. Ainsi, les quais sont visibles depuis le hall d'accueil et le comptoir d'information qui ont remplacé le guichet. Ce dernier était un des rares dans le style des années 1970 à subsister jusqu'aux années 2010.

### Quais

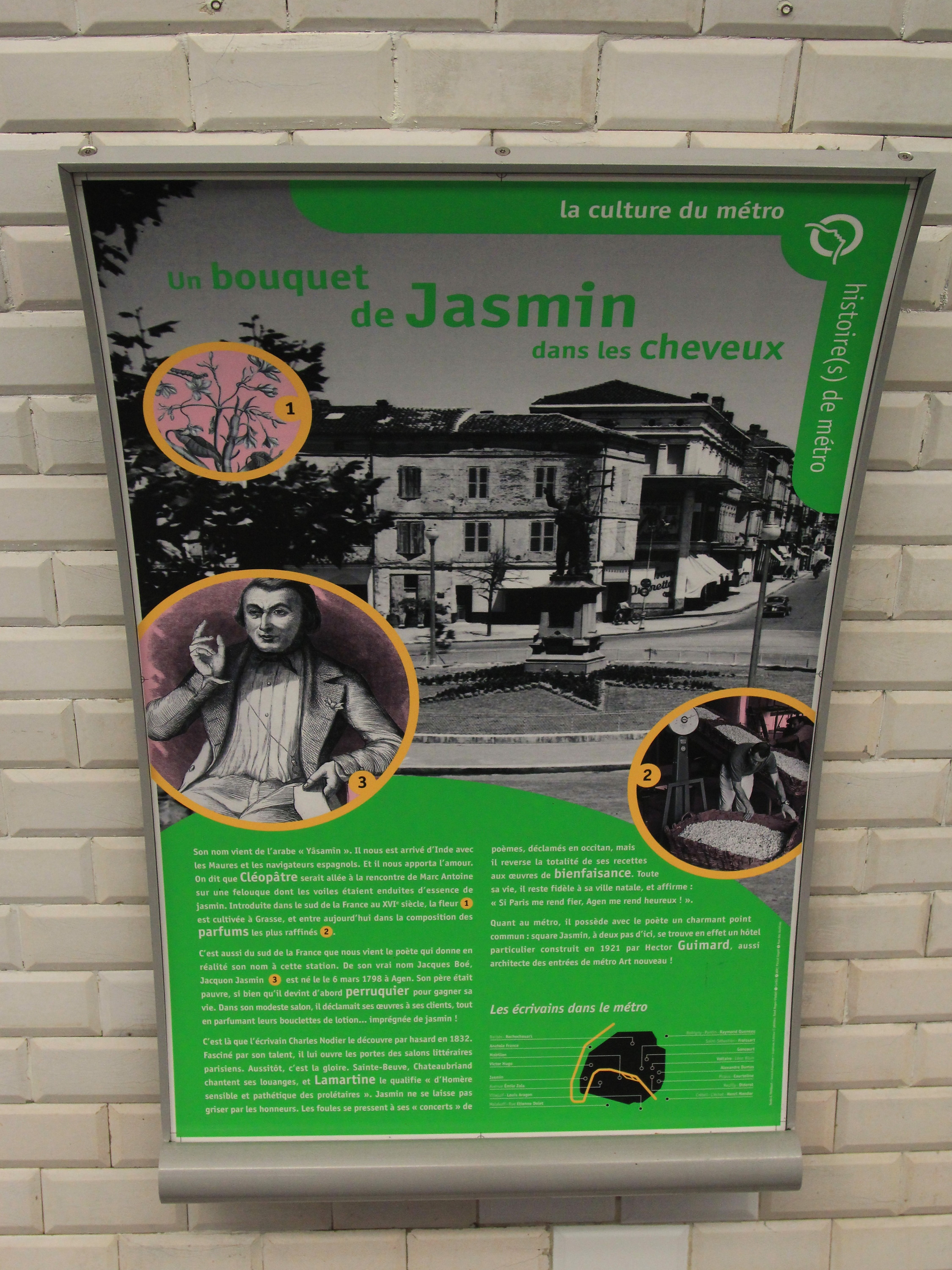
Plaque présentant l'historique du nom porté par la station.

Jasmin est une station de configuration standard pour le métro de Paris : elle possède deux quais, d'une longueur conventionnelle de 75 mètres, séparés par les voies du métro situées au centre et la voûte est elliptique. La décoration est du style utilisé pour la majorité des stations du métro : les bandeaux d'éclairage sont blancs et arrondis dans le style « Gaudin » du renouveau du métro des années 2000, et les carreaux en céramique blancs biseautés recouvrent les pieds-droits, la voûte ainsi que le tympan. Les cadres publicitaires sont en faïence de couleur miel à motifs végétaux et le nom de la station est également incorporé dans la céramique murale, selon le style décoratif d'entre-deux-guerres de la CMP d'origine. Les sièges de style « Motte » sont de couleur rouge. La décoration des quais est ainsi totalement identique à celle de la station voisine Ranelagh sur la même ligne.
Une affiche culturelle dédiée au poète Jasmin est apposée au piédroit sur le quai en direction de Mairie de Montreuil.

Quais de la station
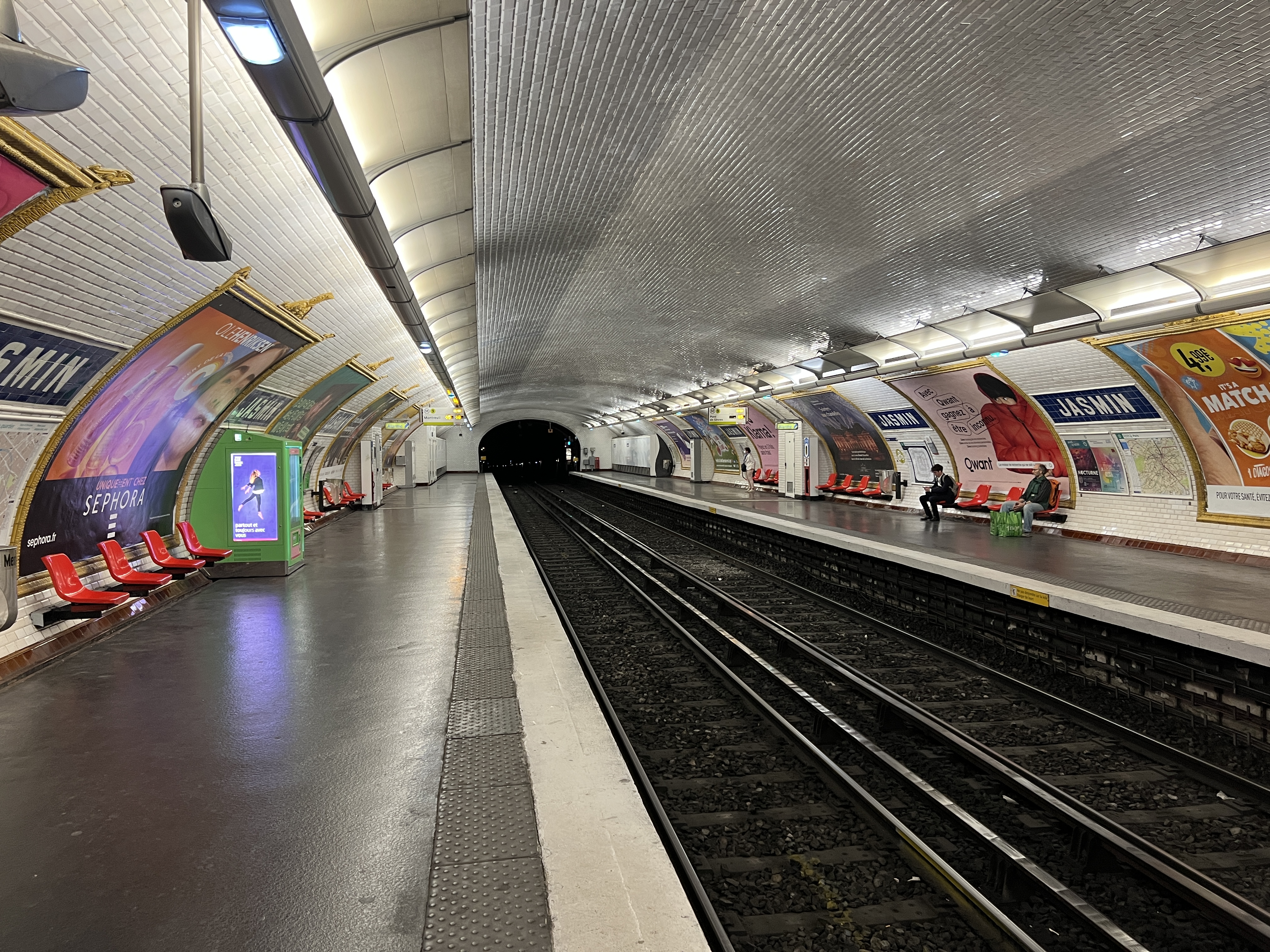
Les quais vus en direction de Pont de Sèvres.
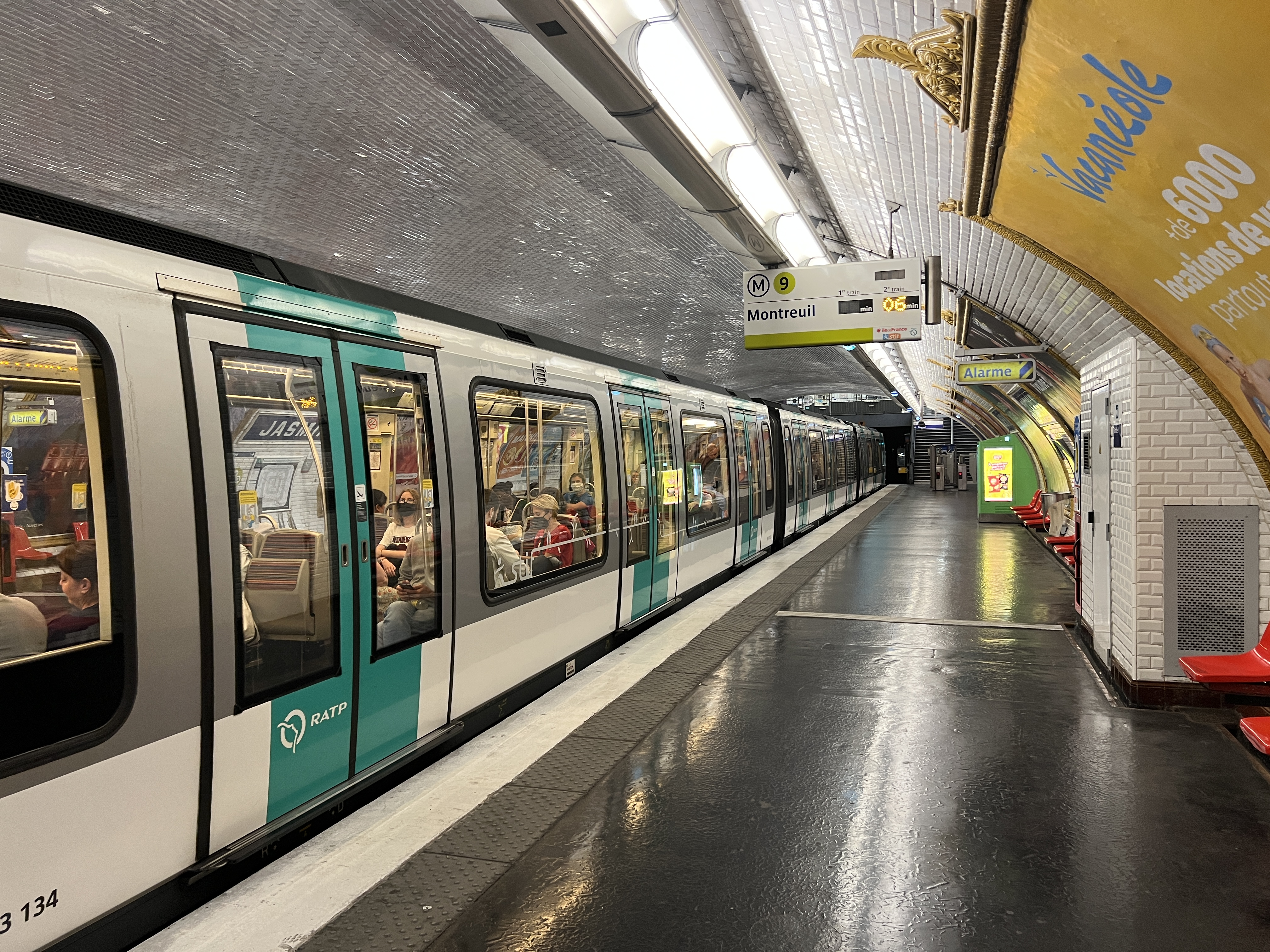
Rame MF 01 à quai en direction de Mairie de Montreuil.
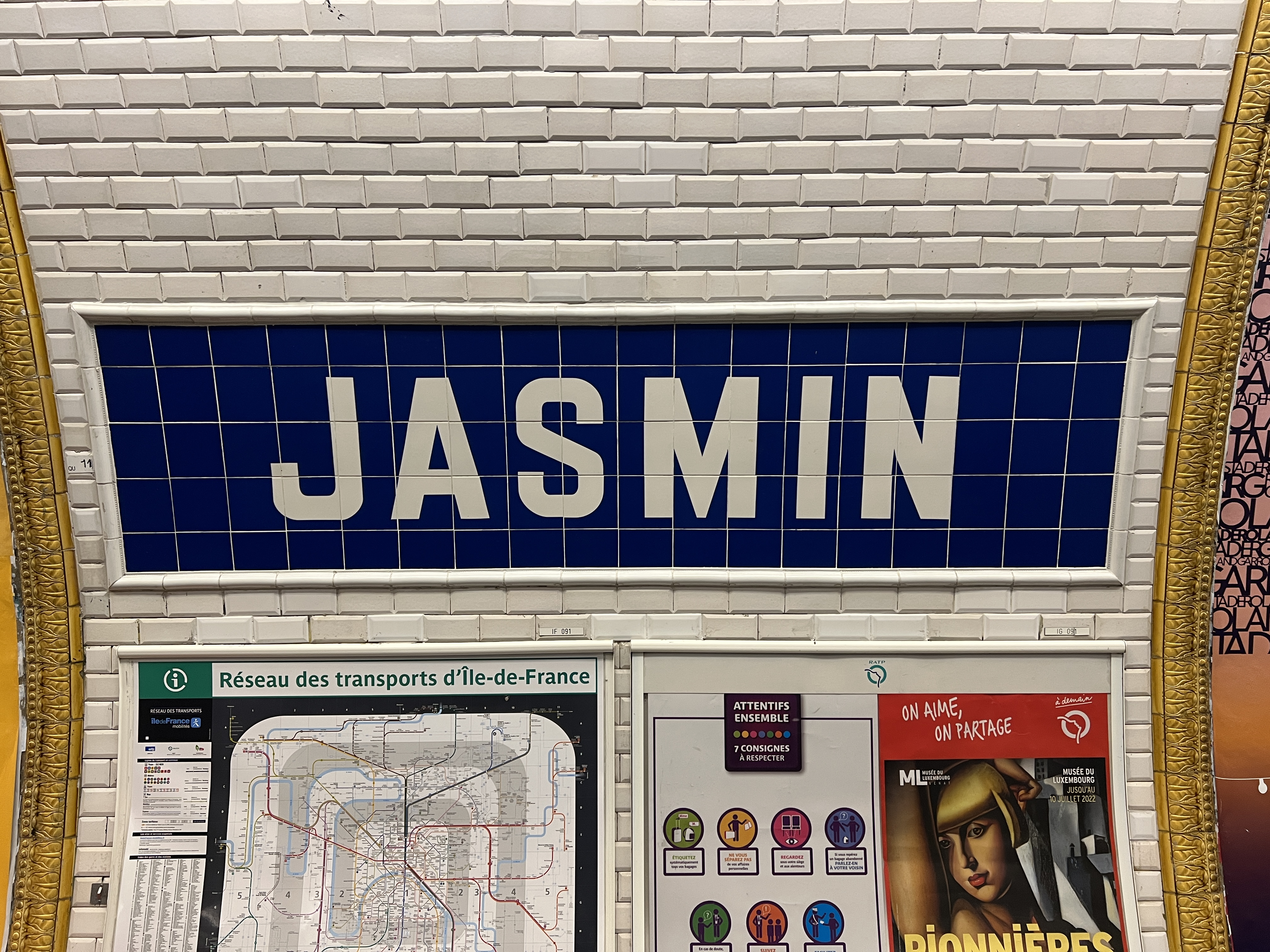
Faïence murale incorporant le nom de la station.

### Intermodalité
La station ne possède qu'une seule correspondance avec la ligne 22 du réseau de bus RATP, en direction d'Opéra uniquement.

## À proximité
- Fondation Le Corbusier
- Maison La Roche
- Jardin Christiane-Desroches-Noblecourt
- Siège des Apprentis d'Auteuil
- Jardin de la Fondation-d'Auteuil
- Chapelle Sainte-Thérèse
- Villa Montmorency
- Square Henri-Collet